# Roman Dzeneladze
Roman Dzeneladze (Georgia, Unión Soviética, 12 de abril de 1933-11 de abril de 1966) fue un deportista soviético especialista en lucha grecorromana donde llegó a ser medallista de bronce olímpico en Melbourne 1956.

## Carrera deportiva
En los Juegos Olímpicos de 1956 celebrados en Melbourne ganó la medalla de bronce en lucha grecorromana estilo peso pluma, tras el luchador finlandés Rauno Mäkinen (oro) y el húngaro Imre Polyák (plata).